# Kościół św. Andrzeja Apostoła w Zabrzu
Kościół pw. św. Andrzeja Apostoła w Zabrzu – rzymskokatolicki kościół parafialny, znajdujący się przy ul. Wolności 196. 

## Historia

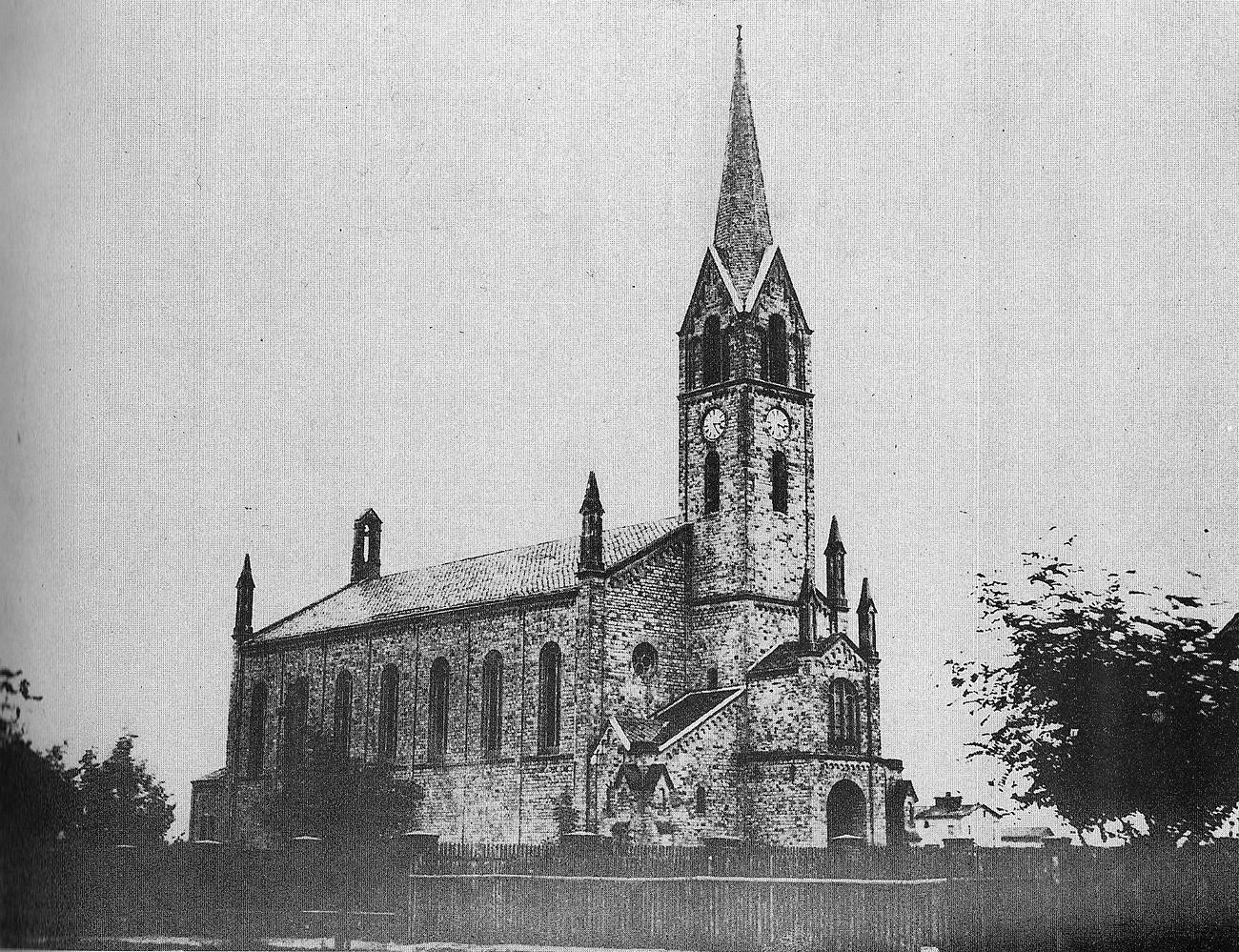
Kościół w 1887 roku

Wzniesiony w latach 1865–1868 według projektu budowniczego Assmanna (konsekrowany 6 maja 1868 roku) w stylu neoromańskim. W latach 1895–96 powiększony o nawę boczną. Odnawiany w 1948 i latach 1964-1965. Obiekt na planie prostokąta, jednonawowy z kaplicą. Przekryty dachem dwuspadowym. Absyda zamknięta półkoliście. Na osi fasady wieża z dzwonnicą i zegarem nakryta wysokim hełmem. Naroża bryły kościoła akcentowane sterczynami. Elewacje z piaskowca, dekorowane detalami kamieniarskimi.

## Organy
Organy zostały wybudowane przez firmę Rieger w 1936 roku. Mają wiatrownice stożkowe oraz w pełni pneumatyczną trakturę gry i rejestrów. 
Dyspozycja instrumentu:
| Manuał I               | Manuał II               | Manuał III             | Pedał                 |
| ---------------------- | ----------------------- | ---------------------- | --------------------- |
| 1. Trompete 8`         | 1. Aeoline 8'           | 1. Salicional 8'       | 1. Singend cornett 2' |
| 2. Bordun 16'          | 2. Portunal 8'          | 2. Quintade 8'         | 2. Horn 8'            |
| 3. Mixtur 5-6 fach     | 3. Flaut major 8'       | 3. Holzflöte 8'        | 3. Posaune 16'        |
| 4. Rauschpfeife 2-fach | 4. Geigend principal 8' | 4. Harfen principal 8' | 4. Hell principal 4'  |
| 5. Octave 4'           | 5. Klein principal 4'   | 5. Gemshorn 8'         | 5. Principal bass 8'  |
| 6. Rohrgedackt 4'      | 6. Nachthorn 2'         | 6. Blockflöte 2'       | 6. Bassflöte 8'       |
| 7. Principal 8'        | 7. Schwiegel 1'         | 7. Quinte 1 1/3'       | 7. Untersatz 16'      |
| 8. Doppelrohrregal 8'  | 8. Sesqualtera 2-fach   | 8. Cymbel 4-fach       | 8. Subbass 16'        |
| 9. Dolkanflöte 8'      | 9. Krummhorn 8'         | 9. Horn 8              |                       |
|                        |                         | 10. Geigend regał 4'   |                       |
|                        |                         | 11. Rankett 16'        |                       |